# Kaggere, Kunigal
Kaggere là một làng thuộc tehsil Kunigal, huyện Tumkur, bang Karnataka, Ấn Độ.